# Vắc-xin cúm
Vắc-xin cúm, còn được gọi là chích ngừa cúm, là vắc-xin bảo vệ chống nhiễm trùng bởi vi-rút cúm. Một phiên bản mới của vắc-xin được phát triển hai lần một năm, vì virus cúm thay đổi nhanh chóng. Mặc dù hiệu quả của chúng thay đổi theo từng năm, hầu hết đều cung cấp sự bảo vệ từ mức khiêm tốn đến cao cho việc chống lại bệnh cúm. Trung tâm kiểm soát và phòng ngừa dịch bệnh Hoa Kỳ (CDC) ước tính rằng tiêm vắc-xin chống cúm làm giảm bệnh tật, thời gian thăm khám, nhập viện và tỷ lệ tử vong. Khi một nhân viên tiêm chủng bị cúm, họ sẽ quay lại làm việc trung bình sớm hơn nửa ngày. Hiệu quả của vắc-xin ở những người dưới hai tuổi và trên 65 tuổi vẫn chưa được biết do chất lượng nghiên cứu thấp. Trẻ em được tiêm chủng có thể bảo vệ những người xung quanh.
Tổ chức Y tế Thế giới (WHO) và CDC khuyến nghị tiêm phòng hàng năm cho gần như tất cả những người trên sáu tháng tuổi, đặc biệt là những người có nguy cơ cao. Trung tâm phòng chống dịch bệnh châu Âu cũng khuyến nghị tiêm phòng hàng năm cho các nhóm nguy cơ cao. Những nhóm này bao gồm phụ nữ mang thai, người già, trẻ em từ sáu tháng đến năm tuổi, những người có vấn đề sức khỏe khác và những người làm việc trong lĩnh vực chăm sóc sức khỏe.
Các vắc-xin này nói chung là an toàn. Sốt xảy ra trong năm đến mười phần trăm trẻ em được tiêm chủng. Đau cơ tạm thời hoặc cảm giác mệt mỏi cũng có thể xảy ra. Trong một số năm nhất định, vắc-xin có liên quan đến sự gia tăng Hội chứng Guillain-Barré ở những người lớn tuổi với tỷ lệ khoảng một trường hợp trên một triệu liều. Không nên dùng cho những người bị dị ứng nặng với các phiên bản trước của vắc-xin. Mặc dù hầu hết các vắc-xin cúm được sản xuất bằng kỹ thuật dựa trên trứng, tuy nhiên vắc-xin cúm vẫn được khuyến nghị cho những người bị dị ứng trứng, ngay cả khi nghiêm trọng. Các vắc-xin có cả hai dạng virus bất hoạt động và suy yếu. Phiên bản không hoạt động nên được sử dụng cho những người đang mang thai. Chúng có dạng được tiêm bắp, phun vào mũi hoặc tiêm vào lớp giữa của da.
Tiêm vắc-xin phòng chống cúm bắt đầu vào những năm 1930 với quy mô lớn ở Hoa Kỳ bắt đầu vào năm 1945. Nó nằm trong Danh sách các loại thuốc thiết yếu của Tổ chức Y tế Thế giới, loại thuốc hiệu quả và an toàn nhất cần có trong hệ thống y tế. Giá bán buôn ở các nước đang phát triển là khoảng 5,25 USD mỗi liều vào năm 2014. Tại Hoa Kỳ, vắc-xin cúm có giá dưới 25 USD mỗi liều, tính đến năm 2015.